# Pierre Dumoulin (religieux)
 (novembre 2023).
Pour les articles homonymes, voir Dumoulin.
Pierre Dumoulin, né en 1961, est un prêtre catholique romain, de l'archidiocèse de Monaco, professeur au séminaire Saint-Luc d'Aix-en-Provence. Il a été recteur de l’Institut de théologie de Tbilissi, en Géorgie,.

## Études et carrière
Diplômé de l'Institut biblique pontifical et docteur en théologie biblique, il a rédigé sa thèse de doctorat sur le Livre de la Sagesse. Prêtre du diocèse de Monaco, il est membre de l'œuvre de Roc-Estello (Var).
Après avoir enseigné à la Faculté de théologie de Lugano (Suisse), il a participé à la fondation des séminaires du Kazakhstan, de Russie et de Géorgie.

## Catholicisme en pays orthodoxe
Lors du voyage du pape François en Géorgie, les 30 septembre 2016 et 1er octobre 2016, Pierre  Dumoulin prend position : Les catholiques géorgiens se sentent discriminés.
Il illustre les difficultés rencontrées par le pape  –en tant que chef d’Église, alors que sa réception en tant que chef d’État fut chaleureuse- par des propos confiés aux médias : 
- L’Église orthodoxe de Géorgie a clairement dit aux fidèles… qu'il ne fallait pas venir à la messe célébrée par le pape. Elle a retiré sa délégation quelques jours avant la célébration… Certains catholiques ont reçu des menaces de perdre leur emploi s'ils ne venaient pas au travail ce samedi[1],

- L'Église orthodoxe de Géorgie est fortement nationaliste, elle joue sur ce sentiment exacerbé par la guerre et la défaite de 2008[1],

- Pour les orthodoxes géorgiens, on ne peut guère prier avec les catholiques. De plus, leurs règles canoniques n’autorisent pas les mariages mixtes, c’est pourquoi une catholique épousant un orthodoxe doit se faire baptiser orthodoxe[6],[7],

- Les catholiques géorgiens sont considérés par la majorité orthodoxe comme des « traîtres à la patrie »[5].

## Ouvrages
Pierre Dumoulin est l’auteur aux Éditions des Béatitudes :
- Lire l'évangile de Jean avec Thérèse de Lisieux, Editions des Béatitudes, 2016, 323 p. (ISBN 979-1-0306-0014-8)
- Les mérites de la vie
- Pierre Dumoulin (préf. Albert Vanhoye), Luc : l'évangile de la joie, Editions des Béatitudes, 2013, 221 p. (ISBN 978-2-8402-4510-0)
- Hildegarde de Bingen : Prophète et Docteur pour le troisième millénaire, Editions des Béatitudes, 2012, 306 p. (ISBN 978-2-8402-4440-0)
- Une souffrance féconde
- La messe expliquée pour tous, Editions des Béatitudes, 2017, 200 p. (ISBN 979-1-0306-0161-9)
- Qu'est-ce que l'âme, qu'est-ce que l'homme à la lumière de Sainte Hildegarde, Editions des Béatitudes, 2020, 199 p. (ISBN 979-1-0306-0306-4)
- Un art de vivre
- L'heure de Jésus
- Source de vie - Les sacrements
- Pierre Dumoulin et Jean-Marc Aveline (Préface), L'évangile de Marc : Un secret d'amour, Editions des Béatitudes, 2021, 254 p. (ISBN 979-1-0306-0356-9)
- Pierre DUMOULIN: Qu'est-ce que l'âme? Editions des Béatitudes, 2007